# Reloj digital

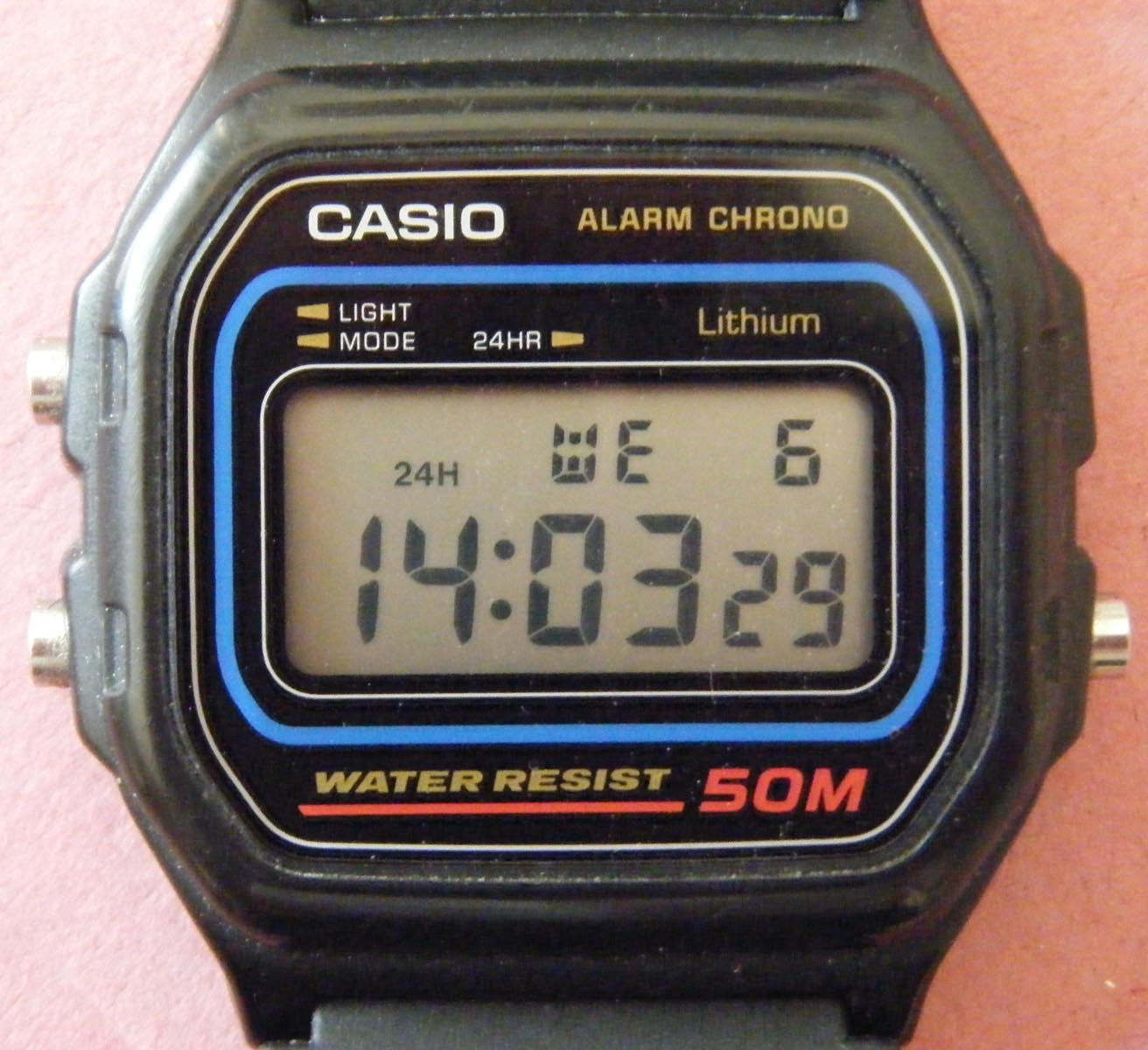
Un reloj digital Casio W-59

Se denomina reloj digital al que indica la hora mediante un sistema numérico, por oposición al reloj analógico que lo hace mediante manecillas. El funcionamiento de los relojes digitales normalmente es electrónico, si bien existen emuladores informáticos que se pueden presentar en la pantalla de una computadora tanto relojes analógicos como digitales.

## Historia

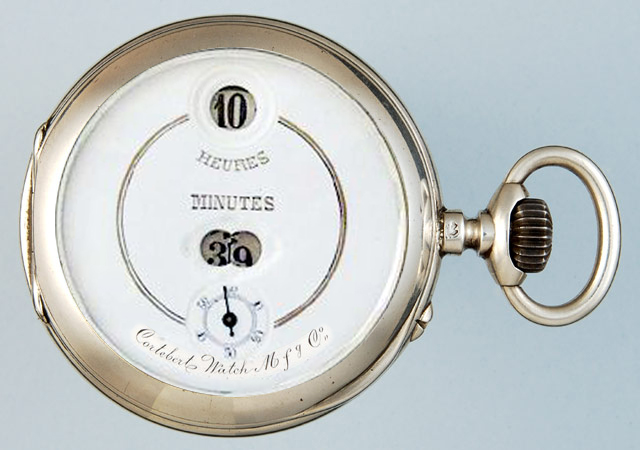
Reloj mecánico digital Cortébert (c 1890)

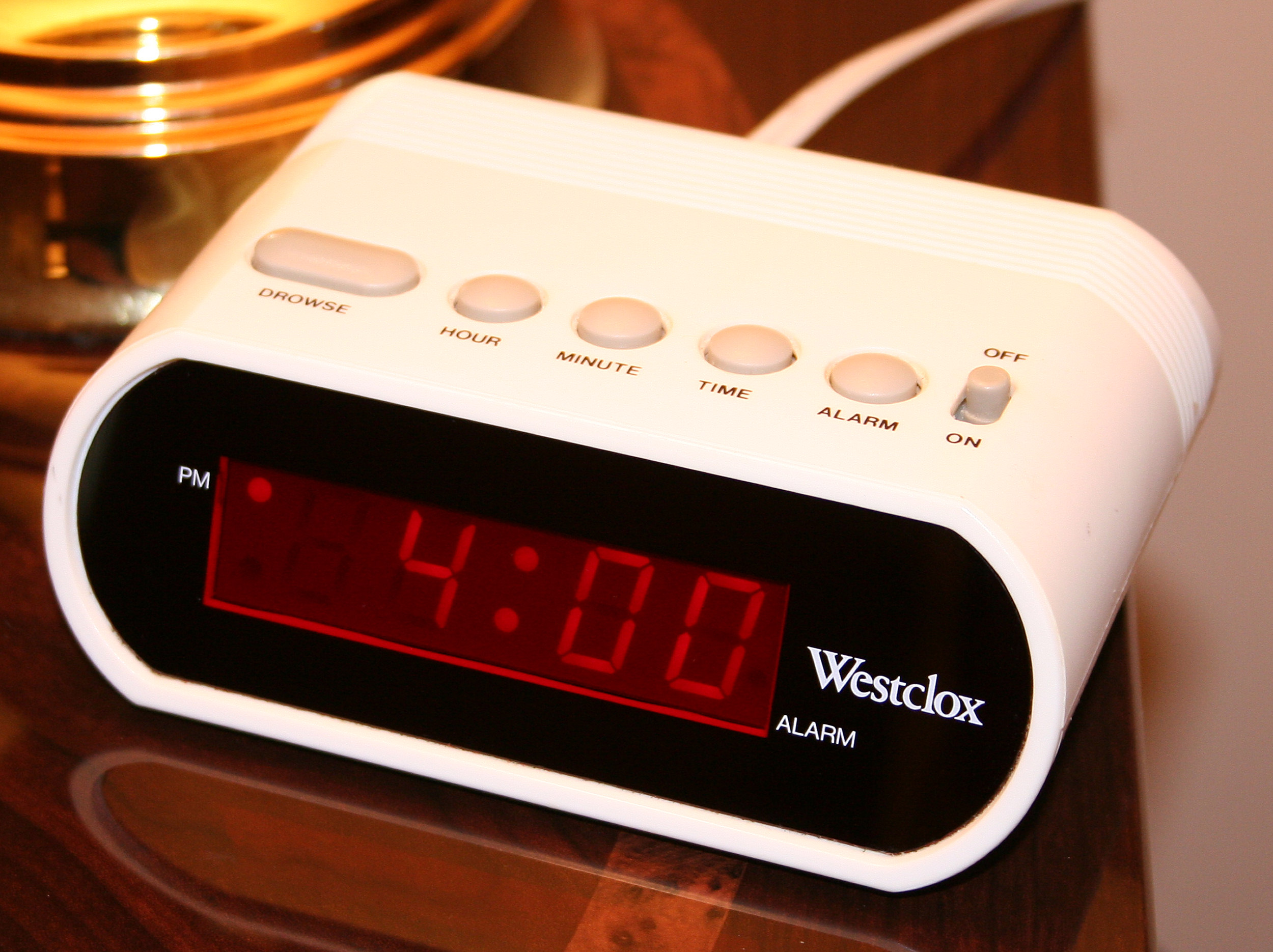
Despertador digital básico sin radio. La marca en la parte superior izquierda de la pantalla indica que son las 4:00 p. m. (16:00), no las 4:00 a. m.

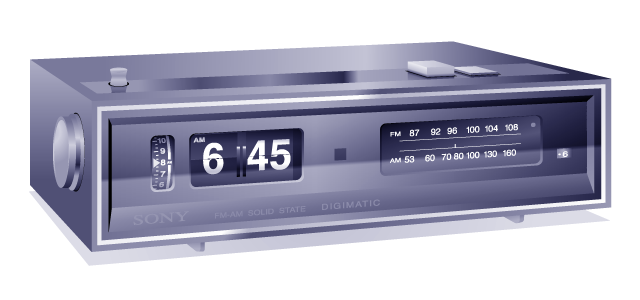
Un radiodespertador de 1969 (Sony Digimatic 8FC-59W) con una pantalla mecánica-digital

El primer reloj de bolsillo digital fue inventado por el ingeniero de austríaco Josef Pallweber, quien creó su mecanismo de "horas saltantes" en 1883. En lugar de una esfera convencional, la hora saltante presentaba dos ventanas en una esfera esmaltada, a través de las cuales se podían ver las horas y los minutos en discos giratorios. El segundero seguía siendo convencional. En 1885, el mecanismo de Pallweber ya estaba en el mercado en relojes de bolsillo de las firmas Cortébert e IWC. Este diseño posiblemente contribuyó al posterior ascenso y éxito comercial de IWC. Los principios del movimiento de horas saltantes de Pallweber habían aparecido en los relojes de pulsera en la década de 1920 (Cortébert), diseño que se ha seguido utilizando ocasionalmente (como en el caso del modelo Chronoswiss Digiteur). Si bien el inventor original no tenía una marca de relojes en ese momento, su nombre ha sido utilizado por el fabricante de relojes suizo Josef Pallweber.
Los relojes con pantalla de tablillas utilizaban una idea similar, pero con un diseño diferente. Los primeros modelos de cuerda con resorte motor consistían en un cilindro de vidrio con una columna en su interior, sobre la que se fijaban pequeñas tarjetas digitales con los números impresos, que se iban mostrando a medida que un cilindro iba girando con el paso del tiempo. Este tipo de relojes se presentaron en la Feria Mundial de San Luis en 1904, producidos por la Ansonia Clock Company. Eugene Fitch de Nueva York patentó el diseño del reloj en 1903.
Trece años antes, Josef Pallweber había patentado la misma invención utilizando tarjetas digitales (diferentes de su patente de 1885, que utilizaba discos móviles) en Alemania (DRP No. 54093).
La fábrica alemana AUL fabricó relojes digitales de este tipo en 1893 y 1894.
La primera patente de un reloj despertador digital fue registrada por D. E. Protzmann y otros el 23 de octubre de 1956, en los Estados Unidos. Protzmann y sus asociados también patentaron otro reloj digital en 1970, que se decía que utilizaba una cantidad mínima de piezas móviles. Dos placas laterales sostenían números digitales entre ellas, mientras que un motor eléctrico y un engranaje de leva en el exterior controlaban el movimiento.
En 1970, el primer reloj de pulsera digital con pantalla led fue presentado en programa televisivo de Johnny Carson, aunque no fue lanzado hasta 1972. Llamado Pulsar y producido por la Hamilton Watch Company, ya había realizado una aparición previa dos años antes, cuando la misma compañía creó un accesorio de reloj digital sin funciones (con una esfera analógica principal, pero con una pantalla digital secundaria) para la película "2001: Odisea del Espacio" de Stanley Kubrick.

## Representación de la hora en un reloj digital

Logotipo de la marca Casio, una de las pioneras en popularizar los relojes digitales

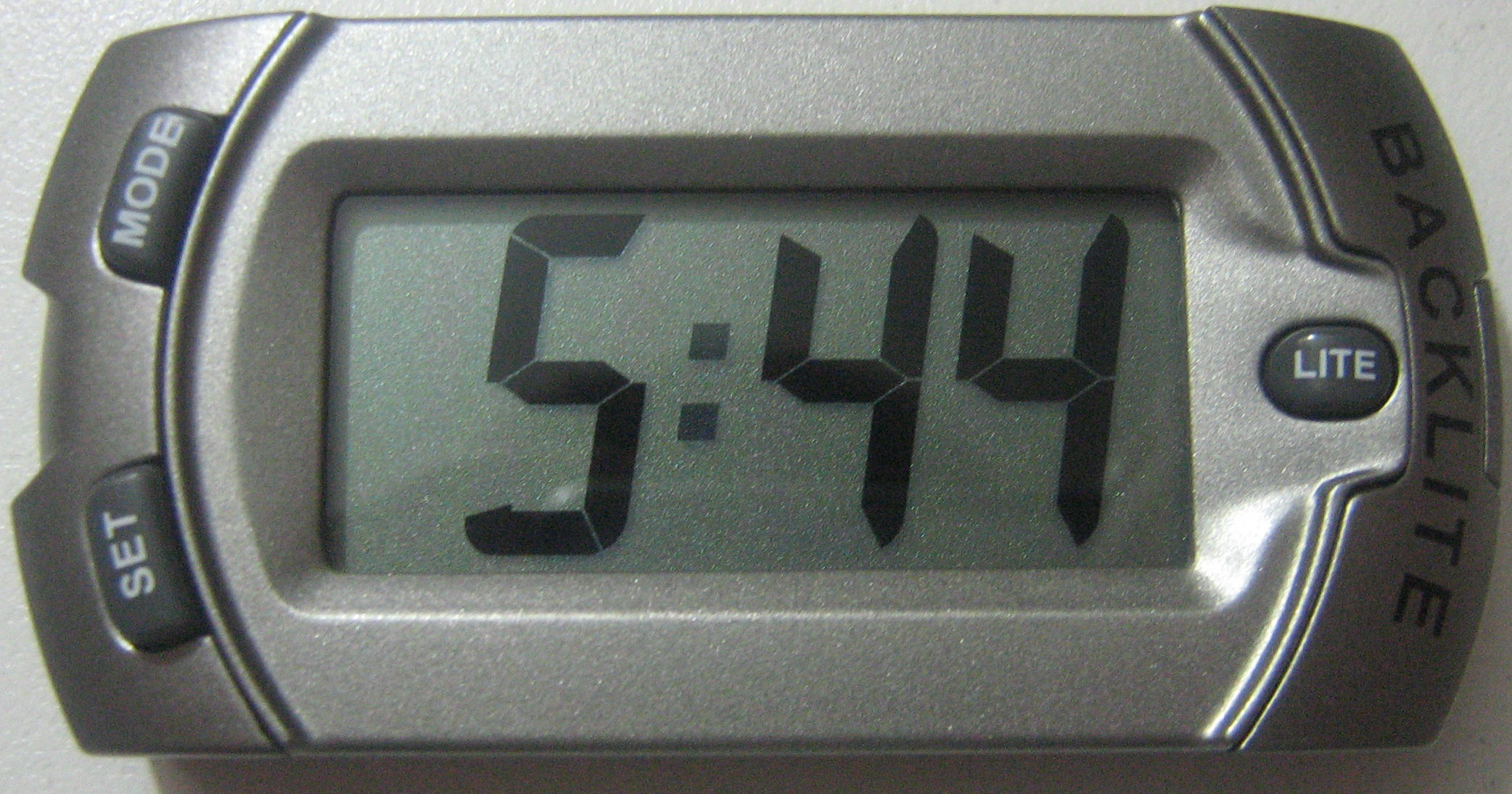
Primer plano de un reloj digital

Un reloj digital representa la hora en un display digital en numeración decimal, presentando la hora del día en la forma: HH:MM, o HH:MM:SS, según el reloj tenga o no segundero. 
Para cada uno de estos casos hay dos formatos: 24 o 12 horas. En el formato de 24 horas, el día se divide en 24 horas comenzando a las cero horas, y finalizando a las veintitrés horas. En el formato de doce horas el día se divide en mañana (AM) y tarde (PM), que a su vez se dividen en 12 horas de 1 a 12 cada una.

### Reloj digital en formato de 24 horas
El formato de 24 horas asigna de forma correlativa un valor del 0 al 23 a cada hora individual. La hora más avanzada que este sistema puede marcar 23:59:59. Nunca llega a marcar las 24:00 porque el minuto siguiente corresponde a las 00:00 del día posterior, cambiando de fecha.
|  |  |  |

El minutero hace el recorrido de 0 a 59 minutos; el minuto próximo al 59 es el 0 de la hora posterior, por lo que nunca marca 60 en los dígitos de los minutos. Los dígitos de los segundos funcionan igual que los minutos, como puede verse:
|  |  |

### Reloj digital en formato de 12 horas
El formato de doce horas es similar al empleado en los relojes analógicos de agujas. El día se divide en dos ciclos de 12 horas. El primer ciclo va de las 12:00 de la noche inclusive hasta las 12:00 del mediodía exclusive y se denomina "antes del mediodía" o AM.
|  |  |

El segundo ciclo se extiende desde las 12:00 del mediodía inclusive hasta las 12:00 de la noche exclusive y se denomina "después del mediodía" o PM. Cada uno de estos ciclos comienza a las 12 y continua con 1, 2, 3, 4, ..., 10, 11, completándose el ciclo de 12 horas y comenzando el siguiente.
|  |  |

El cambio de fecha se produce a las 12:00 de la noche cuando el reloj marca las: 12:00 AM. A medida que avanza el tiempo, el minutero recorre el ciclo de 00 hasta 59, y recomenzando en 00. Al llegar el mediodía pasará de 11:59 AM a 12:00 PM comenzando el ciclo de tarde, que finaliza a las: 11:59 PM cuando el reloj marca 12:00 AM y comienza el día posterior.

## Pantalla de visualización de un reloj digital
La pantalla de visualización de un reloj digital suele presentar más información que la hora, por ejemplo, a la derecha tenemos un modelo donde se presenta el día de la semana: lunes, la fecha, indicando el día: 29, el mes: 8 y el año: 2016 indicado como: 16 y naturalmente la hora con hora: 20, minutos: 34 y segundos: 42.

## Parámetro
Si las personas tienen dificultades para configurar la hora en ciertos modelos de relojes digitales en dispositivos electrónicos donde los relojes no son una función crítica, es posible que no se configuren en absoluto y muestren la hora predeterminada al encenderse: 00:00 o 12:00.
Dado que funcionan con electricidad, frecuentemente es necesario reconfigurar los relojes digitales cada vez que se corta la energía, incluso por un período muy corto. Esto es un problema particular para los despertadores que no tienen "batería" de respaldo, ya que un corte de energía durante la noche generalmente evita que el reloj active la alarma por la mañana.

## Uso
Dado que los relojes digitales pueden ser dispositivos muy pequeños y económicos, lo que aumenta la popularidad del diseño de productos, a menudo se integran en todo tipo de dispositivos como radios, televisores, microondas, hornos estándar, computadoras y teléfonos móviles. Y en los teléfonos inteligentes modernos, computadoras y relojes en línea hay una función para cambiar el modo de visualización. Para ver la hora actual en formato digital, presione "Reloj Digital". Si desea verlo en formato analógico, debe seleccionar el elemento correspondiente en el menú de visualización.
A veces se cuestiona su utilidad: una queja común es que cuando se configura la hora de verano, muchos relojes domésticos deben reajustarse. Activar la sincronización automática a través de una señal de radio reduce este problema (ver Relojes de Radio). Los relojes digitales inteligentes, además de mostrar la hora, despliegan información adicional como el clima y las notificaciones.
Los relojes electrónicos también se utilizan en los vehículos. Estos relojes tienen una pantalla luminosa, visible en cualquier momento del día, y a menudo funcionan con la batería del vehículo.
También existen relojes electrónicos especializados para musulmanes. Emiten señales al inicio de las cinco oraciones diarias del salat, que son calculadas por el dispositivo según la posición del Sol utilizando la fecha y las coordenadas del lugar según uno de los cinco programas.
Incluso en el siglo XXI, en algunos aeropuertos antiguos todavía hay relojes digitales mecánicos. También existen relojes de pulsera con pantallas digitales mecánicas. Entre ellos, el Gerald Genta Watch de Bulgari y el Otsuka Low-tec No. 7.5 utilizan un mecanismo llamado "hora saltante", en el cual los números que muestran las horas en una pequeña ventana cambian instantáneamente una vez por hora.